# チャールズ・サムソン

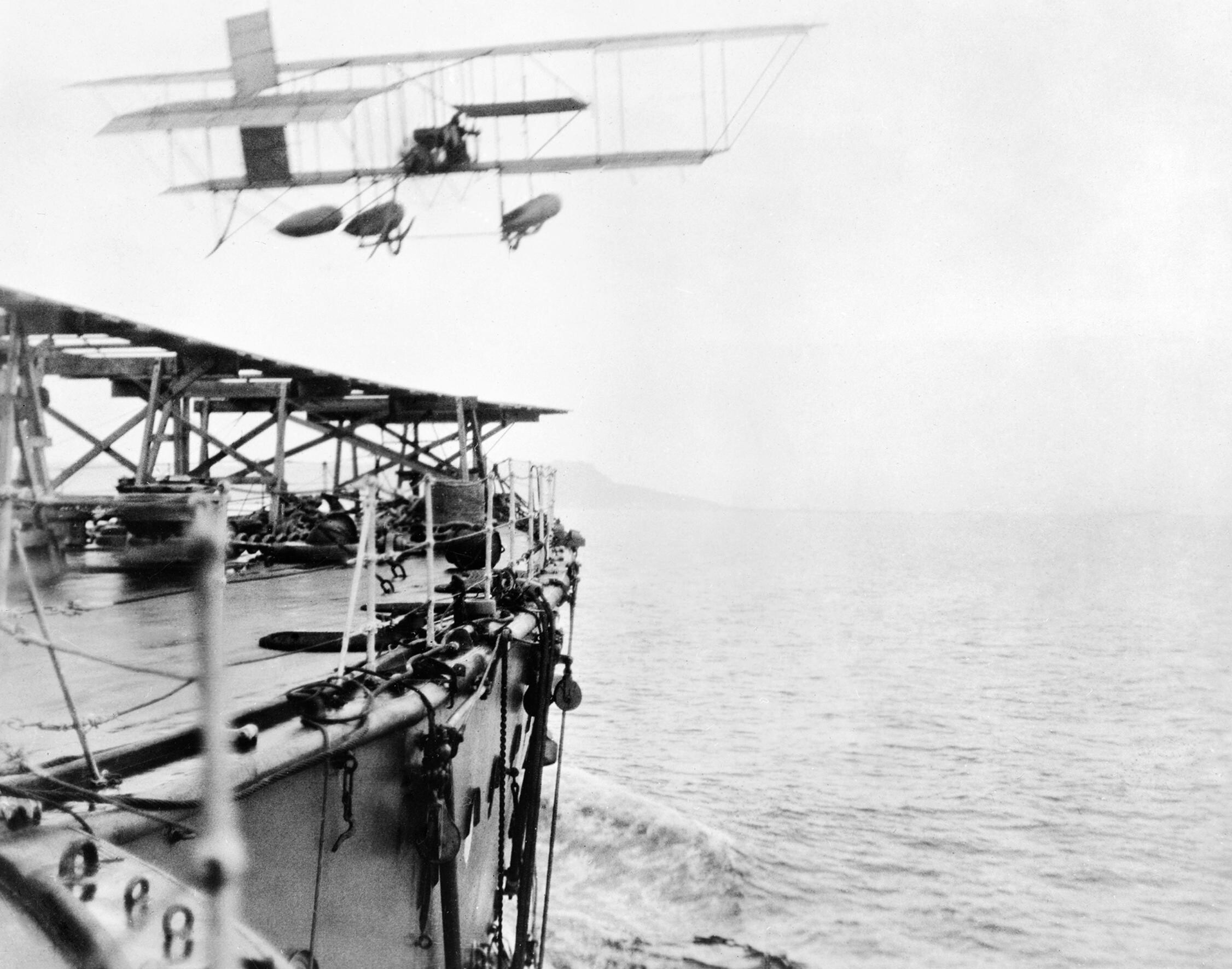
戦艦ハイバーニアから離艦するチャールズ・サムソンの水上機

チャールズ・ラムニー・サムソン（Charles Rumney Samson CMG, DSO & Bar, AFC 、1883年7月8日 - 1931年2月5日）は、イギリス海軍航空のパイオニアである。
1896年、見習い士官として戦列艦ブリタニア、に勤務したのを始まりに、巡洋艦パモーナや魚雷艇81号、 戦艦コモンウェルス、装甲巡洋艦フィラメル、偵察巡洋艦フォアサイトなどで勤務した。
1911年、イギリス海軍で最初に航空機の訓練を受ける4人の士官の1人に選ばれ、1912年に71分間だけの飛行訓練でイギリス飛行クラブから飛行免許を受けた。海軍学校で飛行訓練を受けた後、1911年11月にイーストチャーチの航空基地の指揮官に任じられ、翌年の4月イーストチャーチの海軍飛行学校の指揮官となり、1912年5月にイギリス航空隊が創設されると海軍部門の指揮官となった。
1912年1月20日、メドウェイ川に停泊中の戦艦アフリカから離艦し、イギリス人として最初の船舶から離艦したパイロットとなった。5月2日には航行する戦艦ハイバーニアから離艦した最初のパイロットとなった。海軍の航空機利用技術の開発に参加し、無線通信の実験、爆弾や魚雷の投下技術、航法技術、夜間飛行技術などの開発に加わった。
第一次世界大戦中はサムソンの部隊はフランス、ベルギー戦線で偵察に参加し、航空機の不足から、自動車を改造し自動車でも偵察を行った。デュッセルドルフ、ケルンのツェッペリン基地を爆撃し、ベルギーの海岸の潜水艦や水上機の基地を爆撃した。1915年3月7日中東に派遣され、ダーダネルス海峡をパトロールし、トルコの鉄橋などを攻撃した。その後、部隊は解散され、サムソンは客船から改造された水上機母艦ベン・マイ・クリーの指揮官となった。パレスチナ、シリア、エジプト沿岸をパトロールしトルコ軍の拠点の爆撃や偵察を行った。その後インド洋の作戦などに参加し、1917年11月から終戦まで北海での潜水艦、ツェッペリン飛行船に対する攻撃を行う部隊を指揮し、サムソンの部隊は5機のツェッペリン飛行船を撃墜した。
1918年11月、イギリス空軍が発足すると、サムソンの部隊は第73飛行隊となり、サムソンも1919年に海軍から空軍に所属を移した。1920年に沿岸地域の部隊の参謀となり、1921年マルタ島に基地を置く地中海の部隊の指揮官となり、1922年には第6戦闘機隊の指揮官となった。1926年6月に中東地域の主任参謀になり、カイロから南アフリカの喜望峰までのイギリス空軍爆撃機隊の飛行を実行した。1929年に退役し、2年後に心臓病で没した。